# Chlorovibrissea korfii
Chlorovibrissea korfii ist eine Schlauchpilzart aus der Familie Vibrisseaceae. Der Pilz bildet grüngelbliche, gestielte Fruchtkörper von bis zu 2 mm Durchmesser aus, die gesellig auf feuchtem Totholz wachsen. Von anderen Vertretern der Gattung Chlorovibrissea unterscheidet sich die Art durch ihre Färbung, abgeflachte Fruchtkörper und kleinere Zellstrukturen. Wann der Pilz fruktifiziert, ist unbekannt, die bekannten Exemplare wurden im August gefunden. Chlorovibrissea korfii ist die einzige bekannte Art seiner Gattung, die auf der Nordhalbkugel vorkommt. Die Erstbeschreibung der Art von Huan-Di Zheng und Wen-Ying Zhuang stammt aus dem Jahr 2017. DNA-Analysen zufolge bildet Chlorovibrissea korfii eine Klade mit australischen Arten der Gattung.

## Merkmale
Die gelblich-grünen Apothecien von Chlorovibrissea korfii sind gestielt und scheibenförmig bis leicht konvex. Ihr Durchmesser liegt zwischen 0,8 und 2,0 mm, die Höhe beträgt 0,6–1,5 mm. Der Stiel wird 0,4–1,0 mm lang. Die Fruchtschicht und der Rest des Fruchtkörpers haben im frischen Zustand die gleiche Farbe. Aus getrockneten Fruchtkörpern lässt sich das gelbe Pigment mit Wasser auswaschen.
Die Hyphen des äußere Expiculums bilden eine Textura prismatica (ein Gewebe aus zylindrischen Zellen) und liegen parallel oder in einem spitzen Winkel zur Oberfläche des Fruchtkörpers. Die 8–25 × 3–7 µm großen Zellen der Hyphen sind hyalin und – mit Ausnahme der Endhyphen – leicht dickwandig. Das äußere Expiculum selbst ist nicht gallertartig und etwa 30–100 µm dick. Das Markexpiculum weist eine Textura intricata (ein Gewebe aus fädigen, stark miteinander verwobenen Hyphen) bis Textura porrecta(ein Gewebe aus dünnwandigen, parallelen, nur wenig verflochtenen Hyphen) auf und ist 30–300 µm dick. Seine Hyphen sind 3–5 µm dick und hyalin. Ein Subhymenium lässt sich im Gewebe von Chlorovibrissea korfii nicht ausmachen. Das Hymenium ist 95–110 µm dick. Die achtsporigen, zylindrischen Asci wachsen aus einfachen Septen und messen 70–83 × 4,5–5,5 µm. Sie reagieren ohne vorige Behandlung mit Kalilauge (KOH) positiv auf Melzers Reagenz und Lugol-Lösung und werden als zwei blaue Linien sichtbar. Die hyalinen Sporen sind fadenförmig, von der Spitze zur Basis sind sie leicht verjüngt. Ihre Oberfläche ist glatt und mit Tröpfchen besetzt. Die Sporen wachsen in Büscheln und sind unseptiert, sie messen 44–52 × 1,2–1,5 μm. Die 1,5–2,0 µm breiten Paraphysen sind ebenfalls fadenförmig, hyalin und unverzweigt, sie ragen nicht über die Asci hinaus.

## Verbreitung und Ökologie
Chlorovibrissea korfii ist bislang nur von einer Lokalität aus dem Bezirk Maguan in der chinesischen Provinz Yunnan bekannt. Dort wurde die Art im August auf einem feuchten Zweig Totholz gefunden. Die Phrenologie der Art ist ansonsten weitgehend unbekannt. Der Fund stellt den ersten Nachweis der Gattung auf der Nordhalbkugel dar; alle anderen Arten finden sich in Australien und Südamerika.

## Taxonomie und Systematik
Der im August 2016 in Yunnan gefundene Holotyp von Chlorovibrissea korfii wurde 2017 von Huan-Di Zheng und Wen-Ying Zhuang als neue Art der Gattung Chlorovibrissea beschrieben. Die Zuordnung erfolgte auf Basis von DNA-Analysen, deren Auswertung Chlorovibrissea korfii inmitten der restlichen Arten der Gattung verortete. Da der Pilz mehrere diagnostische Merkmale aufwies – darunter die gelblich-grüne Färbung, die abgeflachte Gestalt der Apothecien und die insgesamt recht kleinen mikroskopischen Strukturen, die ihn von Chlorovibrissea bicolor unterscheiden. Als Artepithet wählten die Autoren zu Ehren des 2016 verstorbenen Mykologen Richard Paul Korf korfii.
Phylogenetisch reiht sich Chlorovibrissea korfii an der Basis einer Klade ein, in der sich mit C. phialophora und C. bicolor zwei australische Arten finden. Ihr steht eine Klade mit der chilenischen Art C. chilensis und C. albofusca aus Neuseeland gegenüber. Diese Verwandtschaftsstruktur verkompliziert die These, dass sich die Gattung Chlorovibrissea auf der Südhalbkugel entwickelt hat.